# Daiki Miya
Daiki Miya (宮 大樹 Miya Daiki?, Toyonaka, Osaka, 1 de abril de 1996) es un futbolista japonés que juega como defensa en el Hokkaido Consadole Sapporo de la J2 League.

## Trayectoria

### Clubes
| Club                                | País  | Año       |
| ----------------------------------- | ----- | --------- |
| Vissel Kobe                         | Japón | 2018-2019 |
| Mito HollyHock (cedido)             | Japón | 2019      |
| Sagan Tosu                          | Japón | 2020      |
| Avispa Fukuoka                      | Japón | 2021-2024 |
| Nagoya Grampus                      | Japón | 2025-     |
| Hokkaido Consadole Sapporo (cedido) | Japón | 2025-     |

## Palmarés

### Títulos nacionales
| Título         | Club           | País  | Año  |
| -------------- | -------------- | ----- | ---- |
| Copa J. League | Avispa Fukuoka | Japón | 2023 |